# Annotations of an Autopsy
Annotations of an Autopsy (connu également sous le nom de AOAA) est un groupe de deathcore britannique, originaire de Lowestoft, Suffolk, en Angleterre. Il est formé en 2006 et publie un premier EP, intitulé Welcome to Sludge City, en 2007. Après deux albums studio — Before the Throne of Infection (2008) et The Reign of Darkness (2010) —, le groupe annonce officiellement sa séparation en 2013.

## Biographie

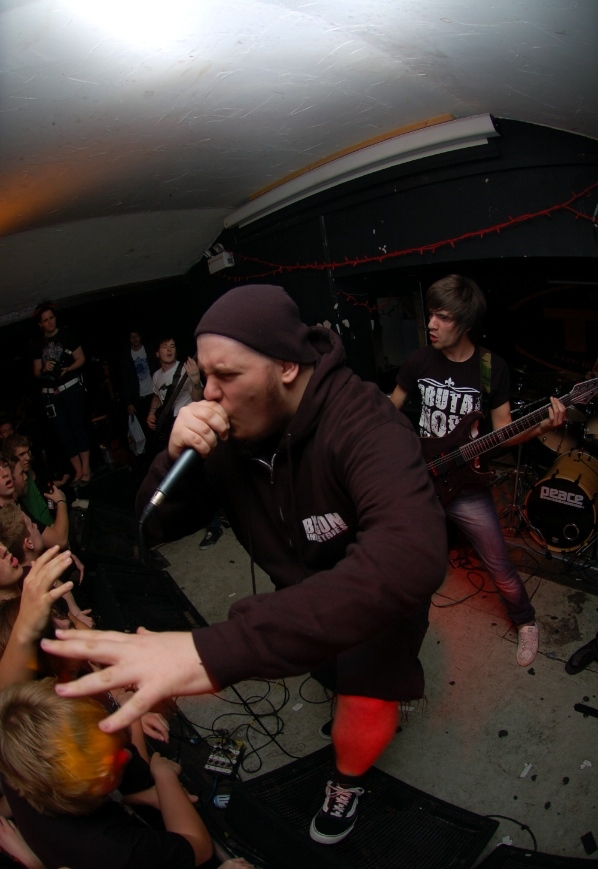
Steve Regan, chanteur du groupe.

Le groupe est formé au cours de l'année 2006 à Lowestoft, en Angleterre. Cette même année, il sort une  première démo intitulée Demo 2006.
Au cours de l'année suivante, en 2007, le groupe sort son premier EP, Welcome to Sludge City.
Pendant l'année 2008, AOAA sort son premier véritable album studio, Before the Throne of Infection, qui leur permettra de se faire connaître au-delà de l'Angleterre et de commencer à faire des tournées à travers l'Europe. L'album est favorablement accueilli par la presse spécialisée,,.
En 2009, Annotations of an Autopsy entame une tournée nord-américaine aux côtés des groupes Vital Remains, Beneath the Massacre et The Faceless, mais des problèmes de passeport interrompent leurs activités.
Plus tard[Quand ?], le groupe signe un contrat avec le label Nuclear Blast sous lequel sortira, en janvier 2010, leur deuxième album, intitulé The Reign of Darkness. Sorti sous un label bien plus important et surtout bien connu dans le milieu du metal, l'album bénéficie d'une promotion bien supérieure à celle de son prédécesseur. En mars 2012, le groupe tourne avec My Autumn, Frontside et Drown My Day en Europe.
Annotations of an Autopsy se sépare en 2013 et effectue son dernier concert à Londres, le 12 janvier 2013. Cependant, ils se réunissent exceptionnellement pour le festival Ghostfest de 2014.

## Membres

### Derniers membres
- Nath Applegate - basse (?-2013)
- Neil Hayward - batterie (?-2013)
- Don Jones - guitare (?-2013)
- Steve Regan - chant (2006-2013)
- Sean Mason - guitare (2011-2013)

### Anciens membres
- Sean Hynes - basse
- Matt - basse
- Rasscist - basse
- Lyn « 320 » Jeffs - batterie
- Brad Merry - batterie
- « Diva » Dan Hasselgoff - batterie
- Chinstrap - guitare
- Al Clayton (aka Mowgli/Smear) - guitare
- Sam Dawkins - guitare

## Discographie
- 2006 : Demo 2006 (démo)
- 2007 : Welcome to Sludge City (EP)
- 2008 : Before the Throne of Infection
- 2010 : The Reign of Darkness
- 2011 : Dark Days (EP)